# Udo Molkentin
Udo Molkentin (* 6. November 1936 in Berlin) ist ein deutscher Schauspieler.

## Leben
Udo Molkentin wurde 1936 in Berlin geboren und bereits vor dem Erlernen des Berufs eines Mechanikers erkannte er seine Liebe zum Schauspiel, weshalb er in kirchlichen Laienspielgruppen erste Erfahrungen auf diesem Gebiet sammelte. Während seiner Lehre wurde er Mitglied in einem Berliner Arbeitertheater, mit dem er einen DDR-Wettbewerb gewann und dafür zum 1. Jugendfestival nach Moskau reisen durfte. Als er 1958 in Leipzig ein Feinwerk-Studium beginnen sollte, bewarb er sich gleichzeitig an der Theaterhochschule Leipzig und wurde 1961 angenommen. Nach dem erfolgreichen Abschluss 1964 erhielt er am Theater Eisleben sein erstes Engagement. Der Regisseur Gert Jurgons, sein Dozent an der Schauspielschule, mit dem er befreundet war, überzeugte ihn 1965 am Mecklenburgischen Staatstheater Schwerin anzufangen, bei dem er bis 2002 fest engagiert war und in über 150 Inszenierungen mitwirkte. Seinen letzten Gastauftritt hatte er 2009 in Der Geizige von Molière.
Udo Molkentin ist seit 1968 mit Angret Molkentin verheiratet, die er kurz nach seiner Ankunft am Schweriner Theater kennenlernte und mit der er zwei Töchter hat.

## Filmografie
- 1963: Nackt unter Wölfen
- 1965: Die Abenteuer des Werner Holt
- 1975: Aus meiner Kindheit
- 1994: Polizeiruf 110: Bullerjahn (Fernsehreihe)
- 1996: Gegen den Wind (Fernsehserie, 1 Episode)

## Theater
- 1965: Hans-Dieter Schmidt: 3 X klingeln – Regie: Peter Kreusel (Thomas-Müntzer-Theater Eisleben)
- 1967: Nikolai Pogodin: Das Glockenspiel des Kreml – Regie: Wolfgang Bachmann (Mecklenburgisches Staatstheater Schwerin)
- 1969: Ernst Toller: Feuer aus den Kesseln – Regie: Wolfgang Böttcher (Mecklenburgisches Staatstheater Schwerin)
- 1970: Michail Schatrow: Bolschewiki – Regie: Gert Jurgons (Mecklenburgisches Staatstheater Schwerin)
- 1976: Aurel Baranga: Die öffentliche Meinung – Regie: Horst Rehberg (Mecklenburgisches Staatstheater Schwerin)
- 1976: Norberto Ávila: Hakims Geschichten – Regie: Horst Rehberg (Mecklenburgisches Staatstheater Schwerin)
- 1978: Kurt Bartsch: Warten auf Brecht (Clown) – Regie: K. D. Müller (Mecklenburgisches Staatstheater Schwerin)
- 1979: Johann Wolfgang von Goethe: Faust I und Faust II – Regie: Christoph Schroth (Mecklenburgisches Staatstheater Schwerin)
- 1981: Anna Seghers: Das siebte Kreuz – Regie: Christoph Schroth (Mecklenburgisches Staatstheater Schwerin)
- 1982: Viktor Slawkin: Die erwachsene Tochter eines jungen Mannes – Regie: Rainer Flath (Mecklenburgisches Staatstheater Schwerin)
- 1982: Friedrich Schiller nach Euripides: Iphigenie in Aulis – Regie: Christoph Schroth (Mecklenburgisches Staatstheater Schwerin)
- 1989: Friedrich Schiller: Wilhelm Tell (Arnold von Sewa) – Regie: Christoph Schroth (Mecklenburgisches Staatstheater Schwerin)
- 1992: Peter Hacks: Fafner, die Bisam-Maus (Wesselbrunner) – Regie: Peter Dehler (Mecklenburgisches Staatstheater Schwerin)
- 2001: Peter Turrini: Josef und Maria (Josef) – Regie: Ernst M. Binder (Schweriner Schlossparkcenter)
- 2003: John Kander/Joe Masteroff: Cabaret (Herr Schultz) – Regie: Peter Dehler (Mecklenburgisches Staatstheater Schwerin)